# 温侯
溫侯為漢代县侯，食邑今河南温县。著名的溫侯共兩位：
- 王允，由董卓所封，但本人不受[1]
- 吕布